# Elecciones municipales de 2015 en la Comunidad de Madrid
Las elecciones municipales de 2015 en la Comunidad de Madrid se celebraron el 24 de mayo, junto con las de la Asamblea de Madrid. En la mayor parte de los municipios madrileños, en las anteriores elecciones de 2011, se impuso el Partido Popular, incluida la capital, donde la citada formación política conquistó el 49,69% de los votos, que le dieron la mayoría absoluta con 31 ediles (tres menos que en 2007). El Partido Socialista Obrero Español se desplomó hasta el 23,93% (15 concejales, tres menos) e Izquierda Unida el 10,75% (6, uno más). UPyD (que debutaba en unos comicios locales) consiguió entrar por primera vez en el Ayuntamiento de Madrid con el 7,85% de los votos y 5 ediles, alcanzando representación en numerosos Ayuntamientos y siendo clave en alguno de ellos en la elección del alcalde (Getafe, Alcalá de Henares, Villanueva del Pardillo o Coslada).

## Resultados electorales

### Resultados globales
| ← Elecciones municipales de 2015 en la Comunidad de Madrid → |           |           |            |            |
| Partido                                                      | Votos     | Variación | Porcentaje | Concejales |
| Participación                                                | 3.211.529 | 0,51%     | 68,39%     | 2.305      |
| Voto en blanco                                               | 41.602    | 1,45%     | 1,31%      | -          |
| Votos nulos                                                  | 36.920    | 0,72%     | 1,15%      | -          |
| Partidos:                                                    | -         | -         | -          | -          |
| PP                                                           | 1.042.721 | 15,32%    | 32,85%     | 921        |
| PSOE                                                         | 576.172   | 5,98%     | 18,15%     | 521        |
| Cs                                                           | 334.665   | 10,54%    | 10,54%     | 137        |
| IU                                                           | 109.435   | 7,36%     | 3,45%      | 110        |
| UPyD                                                         | 79.622    | 4,42%     | 2,51%      | 17         |

### Resultados en los principales municipios
En la siguiente tabla se muestran los resultados electorales en los 20 municipios más habitados de la Comunidad de Madrid.
| Municipio                                      | Municipio                                | Alcalde y gobierno municipal saliente                                           | Partido               | Votos   | %      | Concejales | +/- | Alcalde y gobierno municipal electo                                                         |
| ---------------------------------------------- | ---------------------------------------- | ------------------------------------------------------------------------------- | --------------------- | ------- | ------ | ---------- | --- | ------------------------------------------------------------------------------------------- |
|                                                | Madrid 57 concejales                     | - Alcaldesa: Ana Botella (PP) - Gobierno municipal: PP                          | PP                    | 563.292 | 34,55% | 21         | 10  | - Alcaldesa: Manuela Carmena (Ahora Madrid) - Gobierno municipal: Ahora Madrid              |
| Ahora Madrid                                   | Madrid 57 concejales                     | - Alcaldesa: Ana Botella (PP) - Gobierno municipal: PP                          | 519.210               | 31,85%  | 20     | 20         |     | - Alcaldesa: Manuela Carmena (Ahora Madrid) - Gobierno municipal: Ahora Madrid              |
| PSOE                                           | Madrid 57 concejales                     | - Alcaldesa: Ana Botella (PP) - Gobierno municipal: PP                          | 249.152               | 15,28%  | 9      | 6          |     | - Alcaldesa: Manuela Carmena (Ahora Madrid) - Gobierno municipal: Ahora Madrid              |
| C's                                            | Madrid 57 concejales                     | - Alcaldesa: Ana Botella (PP) - Gobierno municipal: PP                          | 186.059               | 11,41%  | 7      | 7          |     | - Alcaldesa: Manuela Carmena (Ahora Madrid) - Gobierno municipal: Ahora Madrid              |
| UPyD                                           | Madrid 57 concejales                     | - Alcaldesa: Ana Botella (PP) - Gobierno municipal: PP                          | 29.823                | 1,83%   | 0      | 5          |     | - Alcaldesa: Manuela Carmena (Ahora Madrid) - Gobierno municipal: Ahora Madrid              |
| IUCM-LV                                        | Madrid 57 concejales                     | - Alcaldesa: Ana Botella (PP) - Gobierno municipal: PP                          | 27.869                | 1,71%   | 0      | 6          |     | - Alcaldesa: Manuela Carmena (Ahora Madrid) - Gobierno municipal: Ahora Madrid              |
|                                                | Móstoles 27 concejales                   | - Alcalde: Daniel Ortiz Espejo (PP) - Gobierno municipal: PP                    | PP                    | 35.904  | 36,32% | 12         | 5   | - Alcalde: David Lucas (PSOE) - Gobierno municipal: PSOE                                    |
| PSOE                                           | Móstoles 27 concejales                   | - Alcalde: Daniel Ortiz Espejo (PP) - Gobierno municipal: PP                    | 22.867                | 23,13%  | 7      | 0          |     | - Alcalde: David Lucas (PSOE) - Gobierno municipal: PSOE                                    |
| Ganar Móstoles a                               | Móstoles 27 concejales                   | - Alcalde: Daniel Ortiz Espejo (PP) - Gobierno municipal: PP                    | 19.690                | 19,92%  | 6      | 6          |     | - Alcalde: David Lucas (PSOE) - Gobierno municipal: PSOE                                    |
| IUCM-LV                                        | Móstoles 27 concejales                   | - Alcalde: Daniel Ortiz Espejo (PP) - Gobierno municipal: PP                    | 5.945                 | 6,01%   | 2      | 1          |     | - Alcalde: David Lucas (PSOE) - Gobierno municipal: PSOE                                    |
|                                                | Alcalá de Henares 27 concejales          | - Alcalde: Javier Bello (PP) - Gobierno municipal: PP (en minoría)              | PP                    | 21.587  | 24,08% | 8          | 4   | - Alcalde: Javier Rodríguez Palacios (PSOE) - Gobierno municipal: PSOE                      |
| PSOE                                           | Alcalá de Henares 27 concejales          | - Alcalde: Javier Bello (PP) - Gobierno municipal: PP (en minoría)              | 21.079                | 23,52%  | 7      | 2          |     | - Alcalde: Javier Rodríguez Palacios (PSOE) - Gobierno municipal: PSOE                      |
| Somos Alcaláb                                  | Alcalá de Henares 27 concejales          | - Alcalde: Javier Bello (PP) - Gobierno municipal: PP (en minoría)              | 18.081                | 20,17%  | 6      | 6          |     | - Alcalde: Javier Rodríguez Palacios (PSOE) - Gobierno municipal: PSOE                      |
| C's                                            | Alcalá de Henares 27 concejales          | - Alcalde: Javier Bello (PP) - Gobierno municipal: PP (en minoría)              | 12.139                | 13,54%  | 4      | 4          |     | - Alcalde: Javier Rodríguez Palacios (PSOE) - Gobierno municipal: PSOE                      |
| E2000                                          | Alcalá de Henares 27 concejales          | - Alcalde: Javier Bello (PP) - Gobierno municipal: PP (en minoría)              | 5.214                 | 5,82%   | 1      | 0          |     | - Alcalde: Javier Rodríguez Palacios (PSOE) - Gobierno municipal: PSOE                      |
| IUCM-LV                                        | Alcalá de Henares 27 concejales          | - Alcalde: Javier Bello (PP) - Gobierno municipal: PP (en minoría)              | 4.735                 | 5,28%   | 1      | 2          |     | - Alcalde: Javier Rodríguez Palacios (PSOE) - Gobierno municipal: PSOE                      |
| UPyD                                           | Alcalá de Henares 27 concejales          | - Alcalde: Javier Bello (PP) - Gobierno municipal: PP (en minoría)              | 2.640                 | 2,95%   | 0      | 2          |     | - Alcalde: Javier Rodríguez Palacios (PSOE) - Gobierno municipal: PSOE                      |
|                                                | Fuenlabrada 27 concejales                | - Alcalde: Manuel Robles (PSOE) - Gobierno municipal: PSOE e IUCM-LV            | PSOE                  | 40.649  | 45,26% | 13         | 1   | - Alcalde: Manuel Robles (PSOE) - Gobierno municipal: PSOE                                  |
| PP                                             | Fuenlabrada 27 concejales                | - Alcalde: Manuel Robles (PSOE) - Gobierno municipal: PSOE e IUCM-LV            | 15.188                | 16,91%  | 5      | 6          |     | - Alcalde: Manuel Robles (PSOE) - Gobierno municipal: PSOE                                  |
| Ganar Fuenlabradab                             | Fuenlabrada 27 concejales                | - Alcalde: Manuel Robles (PSOE) - Gobierno municipal: PSOE e IUCM-LV            | 13.090                | 14,57%  | 4      | 4          |     | - Alcalde: Manuel Robles (PSOE) - Gobierno municipal: PSOE                                  |
| C's                                            | Fuenlabrada 27 concejales                | - Alcalde: Manuel Robles (PSOE) - Gobierno municipal: PSOE e IUCM-LV            | 11.770                | 13,11%  | 4      | 4          |     | - Alcalde: Manuel Robles (PSOE) - Gobierno municipal: PSOE                                  |
| IUCM-LV                                        | Fuenlabrada 27 concejales                | - Alcalde: Manuel Robles (PSOE) - Gobierno municipal: PSOE e IUCM-LV            | 5.086                 | 5,66%   | 1      | 2          |     | - Alcalde: Manuel Robles (PSOE) - Gobierno municipal: PSOE                                  |
| UPyD                                           | Fuenlabrada 27 concejales                | - Alcalde: Manuel Robles (PSOE) - Gobierno municipal: PSOE e IUCM-LV            | 2.165                 | 2,41%   | 0      | 1          |     | - Alcalde: Manuel Robles (PSOE) - Gobierno municipal: PSOE                                  |
|                                                | Leganés 27 concejales                    | - Alcalde: Jesús Gómez Ruiz (PP) - Gobierno municipal: PP (en minoría)          | PSOE                  | 20.726  | 21,74% | 6          | 2   | - Alcalde: Santiago Llorente (PSOE) - Gobierno municipal: PSOE                              |
| Leganemosb                                     | Leganés 27 concejales                    | - Alcalde: Jesús Gómez Ruiz (PP) - Gobierno municipal: PP (en minoría)          | 20.148                | 21,14%  | 6      | 6          |     | - Alcalde: Santiago Llorente (PSOE) - Gobierno municipal: PSOE                              |
| ULEG                                           | Leganés 27 concejales                    | - Alcalde: Jesús Gómez Ruiz (PP) - Gobierno municipal: PP (en minoría)          | 19.463                | 20,42%  | 6      | 2          |     | - Alcalde: Santiago Llorente (PSOE) - Gobierno municipal: PSOE                              |
| PP                                             | Leganés 27 concejales                    | - Alcalde: Jesús Gómez Ruiz (PP) - Gobierno municipal: PP (en minoría)          | 19.081                | 20,02%  | 6      | 6          |     | - Alcalde: Santiago Llorente (PSOE) - Gobierno municipal: PSOE                              |
| C's                                            | Leganés 27 concejales                    | - Alcalde: Jesús Gómez Ruiz (PP) - Gobierno municipal: PP (en minoría)          | 7.556                 | 7,93%   | 2      | 2          |     | - Alcalde: Santiago Llorente (PSOE) - Gobierno municipal: PSOE                              |
| IUCM-LV                                        | Leganés 27 concejales                    | - Alcalde: Jesús Gómez Ruiz (PP) - Gobierno municipal: PP (en minoría)          | 5.079                 | 5,33%   | 1      | 2          |     | - Alcalde: Santiago Llorente (PSOE) - Gobierno municipal: PSOE                              |
|                                                | Alcorcón 27 concejales                   | - Alcalde: David Pérez García (PP) - Gobierno municipal: PP                     | PP                    | 26.844  | 31,05% | 10         | 5   | - Alcalde: David Pérez García (PP) - Gobierno municipal: PP                                 |
| PSOE                                           | Alcorcón 27 concejales                   | - Alcalde: David Pérez García (PP) - Gobierno municipal: PP                     | 21.007                | 24,30%  | 7      | 2          |     | - Alcalde: David Pérez García (PP) - Gobierno municipal: PP                                 |
| Ganar Alcorcónc                                | Alcorcón 27 concejales                   | - Alcalde: David Pérez García (PP) - Gobierno municipal: PP                     | 15.052                | 17,41%  | 5      | 5          |     | - Alcalde: David Pérez García (PP) - Gobierno municipal: PP                                 |
| C's                                            | Alcorcón 27 concejales                   | - Alcalde: David Pérez García (PP) - Gobierno municipal: PP                     | 11.001                | 12,72%  | 4      | 4          |     | - Alcalde: David Pérez García (PP) - Gobierno municipal: PP                                 |
| IUCM-LV                                        | Alcorcón 27 concejales                   | - Alcalde: David Pérez García (PP) - Gobierno municipal: PP                     | 5.124                 | 5,93%   | 1      | 1          |     | - Alcalde: David Pérez García (PP) - Gobierno municipal: PP                                 |
| UPyD                                           | Alcorcón 27 concejales                   | - Alcalde: David Pérez García (PP) - Gobierno municipal: PP                     | 3.460                 | 4,00%   | 0      | 1          |     | - Alcalde: David Pérez García (PP) - Gobierno municipal: PP                                 |
|                                                | Getafe 27 concejales                     | - Alcalde: Juan Soler-Espiauba (PP) - Gobierno municipal: PP (en minoría)       | PP                    | 24.985  | 28,57% | 9          | 3   | - Alcaldesa: Sara Hernández Barroso (PSOE) - Gobierno municipal: PSOE                       |
| PSOE                                           | Getafe 27 concejales                     | - Alcalde: Juan Soler-Espiauba (PP) - Gobierno municipal: PP (en minoría)       | 23.868                | 27,30%  | 8      | 1          |     | - Alcaldesa: Sara Hernández Barroso (PSOE) - Gobierno municipal: PSOE                       |
| Ahora Getafeb                                  | Getafe 27 concejales                     | - Alcalde: Juan Soler-Espiauba (PP) - Gobierno municipal: PP (en minoría)       | 20.647                | 23,61%  | 7      | 7          |     | - Alcaldesa: Sara Hernández Barroso (PSOE) - Gobierno municipal: PSOE                       |
| C's                                            | Getafe 27 concejales                     | - Alcalde: Juan Soler-Espiauba (PP) - Gobierno municipal: PP (en minoría)       | 7.081                 | 8,10%   | 2      | 2          |     | - Alcaldesa: Sara Hernández Barroso (PSOE) - Gobierno municipal: PSOE                       |
| IUCM-LV                                        | Getafe 27 concejales                     | - Alcalde: Juan Soler-Espiauba (PP) - Gobierno municipal: PP (en minoría)       | 4.993                 | 5,71%   | 1      | 2          |     | - Alcaldesa: Sara Hernández Barroso (PSOE) - Gobierno municipal: PSOE                       |
| UPyD                                           | Getafe 27 concejales                     | - Alcalde: Juan Soler-Espiauba (PP) - Gobierno municipal: PP (en minoría)       | 2.622                 | 3,00%   | 0      | 2          |     | - Alcaldesa: Sara Hernández Barroso (PSOE) - Gobierno municipal: PSOE                       |
|                                                | Torrejón de Ardoz 27 concejales          | - Alcalde: Pedro Rollán (PP) - Gobierno municipal: PP                           | PP                    | 28.067  | 48,86% | 14         | 7   | - Alcalde: Ignacio Vázquez Casavilla (PP) - Gobierno municipal: PP                          |
| Sí Se Puede, Alternativa Ciudadana por Madridd | Torrejón de Ardoz 27 concejales          | - Alcalde: Pedro Rollán (PP) - Gobierno municipal: PP                           | 9.362                 | 16,30%  | 5      | 5          |     | - Alcalde: Ignacio Vázquez Casavilla (PP) - Gobierno municipal: PP                          |
| PSOE                                           | Torrejón de Ardoz 27 concejales          | - Alcalde: Pedro Rollán (PP) - Gobierno municipal: PP                           | 8.632                 | 15,03%  | 4      | 0          |     | - Alcalde: Ignacio Vázquez Casavilla (PP) - Gobierno municipal: PP                          |
| C's                                            | Torrejón de Ardoz 27 concejales          | - Alcalde: Pedro Rollán (PP) - Gobierno municipal: PP                           | 4.159                 | 7,24%   | 2      | 2          |     | - Alcalde: Ignacio Vázquez Casavilla (PP) - Gobierno municipal: PP                          |
| Ganar Torrejón (IUCM-Equo)                     | Torrejón de Ardoz 27 concejales          | - Alcalde: Pedro Rollán (PP) - Gobierno municipal: PP                           | 4.027                 | 7,01%   | 2      | 0          |     | - Alcalde: Ignacio Vázquez Casavilla (PP) - Gobierno municipal: PP                          |
|                                                | Parla 27 concejales                      | - Alcaldesa: Beatriz Arceredillo (PSOE) - Gobierno municipal: PSOE (en minoría) | PP                    | 10.935  | 23,24% | 7          | 4   | - Alcalde: Luis Martínez Hervás (PP) - Gobierno municipal: PP                               |
| MOVER Parlae                                   | Parla 27 concejales                      | - Alcaldesa: Beatriz Arceredillo (PSOE) - Gobierno municipal: PSOE (en minoría) | 9.131                 | 19,40%  | 6      | 6          |     | - Alcalde: Luis Martínez Hervás (PP) - Gobierno municipal: PP                               |
| Cambiemos Parlab                               | Parla 27 concejales                      | - Alcaldesa: Beatriz Arceredillo (PSOE) - Gobierno municipal: PSOE (en minoría) | 8.746                 | 18,59%  | 6      | 6          |     | - Alcalde: Luis Martínez Hervás (PP) - Gobierno municipal: PP                               |
| PSOE                                           | Parla 27 concejales                      | - Alcaldesa: Beatriz Arceredillo (PSOE) - Gobierno municipal: PSOE (en minoría) | 7.560                 | 16,07%  | 5      | 6          |     | - Alcalde: Luis Martínez Hervás (PP) - Gobierno municipal: PP                               |
| IUCM-LV                                        | Parla 27 concejales                      | - Alcaldesa: Beatriz Arceredillo (PSOE) - Gobierno municipal: PSOE (en minoría) | 4.531                 | 9,63%   | 3      | 1          |     | - Alcalde: Luis Martínez Hervás (PP) - Gobierno municipal: PP                               |
| UPyD                                           | Parla 27 concejales                      | - Alcaldesa: Beatriz Arceredillo (PSOE) - Gobierno municipal: PSOE (en minoría) | 2.277                 | 4,84%   | 0      | 1          |     | - Alcalde: Luis Martínez Hervás (PP) - Gobierno municipal: PP                               |
|                                                | Alcobendas 27 concejales                 | - Alcalde: Ignacio García de Vinuesa (PP) - Gobierno municipal: PP              | PP                    | 20.318  | 38,47% | 12         | 3   | - Alcalde: Ignacio García de Vinuesa (PP) - Gobierno municipal: PP                          |
| PSOE                                           | Alcobendas 27 concejales                 | - Alcalde: Ignacio García de Vinuesa (PP) - Gobierno municipal: PP              | 11.572                | 21,91%  | 7      | 2          |     | - Alcalde: Ignacio García de Vinuesa (PP) - Gobierno municipal: PP                          |
| C's                                            | Alcobendas 27 concejales                 | - Alcalde: Ignacio García de Vinuesa (PP) - Gobierno municipal: PP              | 6.194                 | 11,73%  | 3      | 3          |     | - Alcalde: Ignacio García de Vinuesa (PP) - Gobierno municipal: PP                          |
| Sí Se Puede, Alternativa Ciudadana por Madridb | Alcobendas 27 concejales                 | - Alcalde: Ignacio García de Vinuesa (PP) - Gobierno municipal: PP              | 5.497                 | 10,41%  | 3      | 3          |     | - Alcalde: Ignacio García de Vinuesa (PP) - Gobierno municipal: PP                          |
| UPyD                                           | Alcobendas 27 concejales                 | - Alcalde: Ignacio García de Vinuesa (PP) - Gobierno municipal: PP              | 3.082                 | 5,83%   | 1      | 4          |     | - Alcalde: Ignacio García de Vinuesa (PP) - Gobierno municipal: PP                          |
| IUCM-LV                                        | Alcobendas 27 concejales                 | - Alcalde: Ignacio García de Vinuesa (PP) - Gobierno municipal: PP              | 2.665                 | 5,05    | 1      | 1          |     | - Alcalde: Ignacio García de Vinuesa (PP) - Gobierno municipal: PP                          |
|                                                | Coslada 25 concejales                    | - Alcalde: Raúl López Vaquero (PP) - Gobierno municipal: PP (en minoría)        | PP                    | 10.296  | 24,93% | 7          | 4   | - Alcalde: Ángel Viveros (PSOE) - Gobierno municipal: PSOE                                  |
| PSOE                                           | Coslada 25 concejales                    | - Alcalde: Raúl López Vaquero (PP) - Gobierno municipal: PP (en minoría)        | 9.505                 | 23,01%  | 6      | 2          |     | - Alcalde: Ángel Viveros (PSOE) - Gobierno municipal: PSOE                                  |
| Somos Cosladab                                 | Coslada 25 concejales                    | - Alcalde: Raúl López Vaquero (PP) - Gobierno municipal: PP (en minoría)        | 8.009                 | 13,39%  | 5      | 5          |     | - Alcalde: Ángel Viveros (PSOE) - Gobierno municipal: PSOE                                  |
| C's                                            | Coslada 25 concejales                    | - Alcalde: Raúl López Vaquero (PP) - Gobierno municipal: PP (en minoría)        | 4.603                 | 11,14%  | 3      | 3          |     | - Alcalde: Ángel Viveros (PSOE) - Gobierno municipal: PSOE                                  |
| IUCM-LV                                        | Coslada 25 concejales                    | - Alcalde: Raúl López Vaquero (PP) - Gobierno municipal: PP (en minoría)        | 4.354                 | 10,54   | 3      | 0          |     | - Alcalde: Ángel Viveros (PSOE) - Gobierno municipal: PSOE                                  |
| ARCO                                           | Coslada 25 concejales                    | - Alcalde: Raúl López Vaquero (PP) - Gobierno municipal: PP (en minoría)        | 2.187                 | 5,30%   | 1      | 0          |     | - Alcalde: Ángel Viveros (PSOE) - Gobierno municipal: PSOE                                  |
| UPyD                                           | Coslada 25 concejales                    | - Alcalde: Raúl López Vaquero (PP) - Gobierno municipal: PP (en minoría)        | 1.285                 | 3,11%   | 0      | 2          |     | - Alcalde: Ángel Viveros (PSOE) - Gobierno municipal: PSOE                                  |
|                                                | Las Rozas de Madrid 25 concejales        | - Alcalde: José Ignacio Fernández Rubio (PP) - Gobierno municipal: PP           | PP                    | 17.168  | 38,03% | 11         | 5   | - Alcalde: José de la Uz (PP) - Gobierno municipal: PP                                      |
| C's                                            | Las Rozas de Madrid 25 concejales        | - Alcalde: José Ignacio Fernández Rubio (PP) - Gobierno municipal: PP           | 9.344                 | 20,70%  | 6      | 6          |     | - Alcalde: José de la Uz (PP) - Gobierno municipal: PP                                      |
| Contigo por Las Rozas                          | Las Rozas de Madrid 25 concejales        | - Alcalde: José Ignacio Fernández Rubio (PP) - Gobierno municipal: PP           | 5.286                 | 11,71%  | 3      | 1          |     | - Alcalde: José de la Uz (PP) - Gobierno municipal: PP                                      |
| PSOE                                           | Las Rozas de Madrid 25 concejales        | - Alcalde: José Ignacio Fernández Rubio (PP) - Gobierno municipal: PP           | 4.985                 | 11,04   | 3      | 1          |     | - Alcalde: José de la Uz (PP) - Gobierno municipal: PP                                      |
| UPyD                                           | Las Rozas de Madrid 25 concejales        | - Alcalde: José Ignacio Fernández Rubio (PP) - Gobierno municipal: PP           | 2.952                 | 6,54%   | 2      | 1          |     | - Alcalde: José de la Uz (PP) - Gobierno municipal: PP                                      |
|                                                | Pozuelo de Alarcón 25 concejales         | - Alcaldesa: Paloma Adrados (PP) - Gobierno municipal: PP                       | PP                    | 20.063  | 45,76% | 14         | 3   | - Alcaldesa: Susana Pérez Quislant (PP) - Gobierno municipal: PP                            |
| C's                                            | Pozuelo de Alarcón 25 concejales         | - Alcaldesa: Paloma Adrados (PP) - Gobierno municipal: PP                       | 8.548                 | 19,50%  | 5      | 5          |     | - Alcaldesa: Susana Pérez Quislant (PP) - Gobierno municipal: PP                            |
| PSOE                                           | Pozuelo de Alarcón 25 concejales         | - Alcaldesa: Paloma Adrados (PP) - Gobierno municipal: PP                       | 5.032                 | 11,48%  | 3      | 1          |     | - Alcaldesa: Susana Pérez Quislant (PP) - Gobierno municipal: PP                            |
| Somos Pozuelob                                 | Pozuelo de Alarcón 25 concejales         | - Alcaldesa: Paloma Adrados (PP) - Gobierno municipal: PP                       | 4.911                 | 11,20%  | 3      | 3          |     | - Alcaldesa: Susana Pérez Quislant (PP) - Gobierno municipal: PP                            |
| UPyD                                           | Pozuelo de Alarcón 25 concejales         | - Alcaldesa: Paloma Adrados (PP) - Gobierno municipal: PP                       | 1.428                 | 3,26%   | 0      | 3          |     | - Alcaldesa: Susana Pérez Quislant (PP) - Gobierno municipal: PP                            |
| IUCM-LV                                        | Pozuelo de Alarcón 25 concejales         | - Alcaldesa: Paloma Adrados (PP) - Gobierno municipal: PP                       | 1.062                 | 2,42%   | 0      | 1          |     | - Alcaldesa: Susana Pérez Quislant (PP) - Gobierno municipal: PP                            |
|                                                | San Sebastián de los Reyes 25 concejales | - Alcalde: Manuel Fernández Mateo (PP) - Gobierno municipal: PP                 | PP                    | 11.614  | 29,40% | 8          | 6   | - Alcalde: Narciso Romero (PSOE) - Gobierno municipal: PSOE                                 |
| PSOE                                           | San Sebastián de los Reyes 25 concejales | - Alcalde: Manuel Fernández Mateo (PP) - Gobierno municipal: PP                 | 6.719                 | 17,01%  | 5      | 0          |     | - Alcalde: Narciso Romero (PSOE) - Gobierno municipal: PSOE                                 |
| II-ISS                                         | San Sebastián de los Reyes 25 concejales | - Alcalde: Manuel Fernández Mateo (PP) - Gobierno municipal: PP                 | 6.270                 | 15,87%  | 4      | 1          |     | - Alcalde: Narciso Romero (PSOE) - Gobierno municipal: PSOE                                 |
| C's                                            | San Sebastián de los Reyes 25 concejales | - Alcalde: Manuel Fernández Mateo (PP) - Gobierno municipal: PP                 | 4.879                 | 12,35%  | 3      | 3          |     | - Alcalde: Narciso Romero (PSOE) - Gobierno municipal: PSOE                                 |
| Ganemos Sanse g                                | San Sebastián de los Reyes 25 concejales | - Alcalde: Manuel Fernández Mateo (PP) - Gobierno municipal: PP                 | 3.948                 | 10,00%  | 3      | 2          |     | - Alcalde: Narciso Romero (PSOE) - Gobierno municipal: PSOE                                 |
| Sí Se Puede, Alternativa Ciudadana por Madridd | San Sebastián de los Reyes 25 concejales | - Alcalde: Manuel Fernández Mateo (PP) - Gobierno municipal: PP                 | 3.458                 | 8,75%   | 2      | 2          |     | - Alcalde: Narciso Romero (PSOE) - Gobierno municipal: PSOE                                 |
|                                                | Rivas-Vaciamadrid 25 concejales          | - Alcalde: Pedro del Cura (IU) - Gobierno municipal: Izquierda Unida            | IUCM-Equo-Somos Rivas | 9.988   | 24,47% | 7          | 6   | - Alcalde: Pedro del Cura (IU-Equo-Somos Rivas) - Gobierno municipal: IUCM-Equo-Somos Rivas |
| Rivas Puedeh                                   | Rivas-Vaciamadrid 25 concejales          | - Alcalde: Pedro del Cura (IU) - Gobierno municipal: Izquierda Unida            | 9.513                 | 23,31%  | 6      | 6          |     | - Alcalde: Pedro del Cura (IU-Equo-Somos Rivas) - Gobierno municipal: IUCM-Equo-Somos Rivas |
| PP                                             | Rivas-Vaciamadrid 25 concejales          | - Alcalde: Pedro del Cura (IU) - Gobierno municipal: Izquierda Unida            | 6.612                 | 16,20%  | 4      | 3          |     | - Alcalde: Pedro del Cura (IU-Equo-Somos Rivas) - Gobierno municipal: IUCM-Equo-Somos Rivas |
| C's                                            | Rivas-Vaciamadrid 25 concejales          | - Alcalde: Pedro del Cura (IU) - Gobierno municipal: Izquierda Unida            | 5.484                 | 13,44%  | 4      | 4          |     | - Alcalde: Pedro del Cura (IU-Equo-Somos Rivas) - Gobierno municipal: IUCM-Equo-Somos Rivas |
| PSOE                                           | Rivas-Vaciamadrid 25 concejales          | - Alcalde: Pedro del Cura (IU) - Gobierno municipal: Izquierda Unida            | 5.462                 | 13,38%  | 4      | 0          |     | - Alcalde: Pedro del Cura (IU-Equo-Somos Rivas) - Gobierno municipal: IUCM-Equo-Somos Rivas |
| CDR                                            | Rivas-Vaciamadrid 25 concejales          | - Alcalde: Pedro del Cura (IU) - Gobierno municipal: Izquierda Unida            | 1.675                 | 4,10%   | 0      | 1          |     | - Alcalde: Pedro del Cura (IU-Equo-Somos Rivas) - Gobierno municipal: IUCM-Equo-Somos Rivas |
|                                                | Majadahonda 25 concejales                | - Alcalde: Narciso de Foxá (PP) - Gobierno municipal: PP                        | PP                    | 13.240  | 38,76  | 11         | 3   | - Alcalde: Narciso de Foxá (PP) - Gobierno municipal: PP                                    |
| C's                                            | Majadahonda 25 concejales                | - Alcalde: Narciso de Foxá (PP) - Gobierno municipal: PP                        | 6.936                 | 20,30%  | 6      | 6          |     | - Alcalde: Narciso de Foxá (PP) - Gobierno municipal: PP                                    |
| PSOE                                           | Majadahonda 25 concejales                | - Alcalde: Narciso de Foxá (PP) - Gobierno municipal: PP                        | 3.887                 | 11,38%  | 3      | 1          |     | - Alcalde: Narciso de Foxá (PP) - Gobierno municipal: PP                                    |
| Somos Majadahondab                             | Majadahonda 25 concejales                | - Alcalde: Narciso de Foxá (PP) - Gobierno municipal: PP                        | 3.474                 | 10,17%  | 3      | 3          |     | - Alcalde: Narciso de Foxá (PP) - Gobierno municipal: PP                                    |
| IUCM-LV                                        | Majadahonda 25 concejales                | - Alcalde: Narciso de Foxá (PP) - Gobierno municipal: PP                        | 1.975                 | 5,78%   | 1      | 1          |     | - Alcalde: Narciso de Foxá (PP) - Gobierno municipal: PP                                    |
| CMj                                            | Majadahonda 25 concejales                | - Alcalde: Narciso de Foxá (PP) - Gobierno municipal: PP                        | 1.792                 | 5,25%   | 1      | 1          |     | - Alcalde: Narciso de Foxá (PP) - Gobierno municipal: PP                                    |
| UPyD                                           | Majadahonda 25 concejales                | - Alcalde: Narciso de Foxá (PP) - Gobierno municipal: PP                        | 1.132                 | 3,31%   | 0      | 3          |     | - Alcalde: Narciso de Foxá (PP) - Gobierno municipal: PP                                    |
|                                                | Valdemoro 25 concejales                  | - Alcalde: David Conde (PP) - Gobierno municipal: PP                            | C's                   | 6.451   | 20,72% | 6          | 6   | - Alcalde: Guillermo Gross (C's) - Gobierno municipal: C's                                  |
| PP                                             | Valdemoro 25 concejales                  | - Alcalde: David Conde (PP) - Gobierno municipal: PP                            | 5.831                 | 18,73   | 5      | 9          |     | - Alcalde: Guillermo Gross (C's) - Gobierno municipal: C's                                  |
| PSOE                                           | Valdemoro 25 concejales                  | - Alcalde: David Conde (PP) - Gobierno municipal: PP                            | 5.573                 | 17,90%  | 5      | 0          |     | - Alcalde: Guillermo Gross (C's) - Gobierno municipal: C's                                  |
| Ganemos Ahora Valdemorob                       | Valdemoro 25 concejales                  | - Alcalde: David Conde (PP) - Gobierno municipal: PP                            | 5.043                 | 16,20%  | 4      | 4          |     | - Alcalde: Guillermo Gross (C's) - Gobierno municipal: C's                                  |
| TUD                                            | Valdemoro 25 concejales                  | - Alcalde: David Conde (PP) - Gobierno municipal: PP                            | 3.536                 | 11,36%  | 3      | 2          |     | - Alcalde: Guillermo Gross (C's) - Gobierno municipal: C's                                  |
| IU-LV                                          | Valdemoro 25 concejales                  | - Alcalde: David Conde (PP) - Gobierno municipal: PP                            | 2.020                 | 6,49%   | 2      | 1          |     | - Alcalde: Guillermo Gross (C's) - Gobierno municipal: C's                                  |
| PIVV                                           | Valdemoro 25 concejales                  | - Alcalde: David Conde (PP) - Gobierno municipal: PP                            | 1.106                 | 3,55%   | 0      | 1          |     | - Alcalde: Guillermo Gross (C's) - Gobierno municipal: C's                                  |
| UPyD                                           | Valdemoro 25 concejales                  | - Alcalde: David Conde (PP) - Gobierno municipal: PP                            | 1.043                 | 3,35%   | 0      | 1          |     | - Alcalde: Guillermo Gross (C's) - Gobierno municipal: C's                                  |
|                                                | Collado Villalba 25 concejales           | - Alcaldesa: Mariola Vargas (PP) - Gobierno municipal: PP                       | PP                    | 8.155   | 30,28% | 9          | 5   | - Alcaldesa: Mariola Vargas (PP) - Gobierno municipal: PP                                   |
| PSOE                                           | Collado Villalba 25 concejales           | - Alcaldesa: Mariola Vargas (PP) - Gobierno municipal: PP                       | 5.211                 | 19,35%  | 5      | 1          |     | - Alcaldesa: Mariola Vargas (PP) - Gobierno municipal: PP                                   |
| Cambiemos Villalbab                            | Collado Villalba 25 concejales           | - Alcaldesa: Mariola Vargas (PP) - Gobierno municipal: PP                       | 4.996                 | 18,55%  | 5      | 5          |     | - Alcaldesa: Mariola Vargas (PP) - Gobierno municipal: PP                                   |
| C's                                            | Collado Villalba 25 concejales           | - Alcaldesa: Mariola Vargas (PP) - Gobierno municipal: PP                       | 3.743                 | 13,90%  | 4      | 4          |     | - Alcaldesa: Mariola Vargas (PP) - Gobierno municipal: PP                                   |
| IUCM-LV                                        | Collado Villalba 25 concejales           | - Alcaldesa: Mariola Vargas (PP) - Gobierno municipal: PP                       | 2.220                 | 8,24%   | 2      | 1          |     | - Alcaldesa: Mariola Vargas (PP) - Gobierno municipal: PP                                   |
| UPyD                                           | Collado Villalba 25 concejales           | - Alcaldesa: Mariola Vargas (PP) - Gobierno municipal: PP                       | 1.174                 | 4,36%   | 0      | 2          |     | - Alcaldesa: Mariola Vargas (PP) - Gobierno municipal: PP                                   |
|                                                | Aranjuez 25 concejales                   | - Alcaldesa: María José Martínez de la Fuente (PP) - Gobierno municipal: PP     | PP                    | 7.570   | 29,31% | 8          | 6   | - Alcaldesa: Cristina Moreno (PSOE) - Gobierno municipal: PSOE                              |
| PSOE                                           | Aranjuez 25 concejales                   | - Alcaldesa: María José Martínez de la Fuente (PP) - Gobierno municipal: PP     | 6.471                 | 25,06%  | 7      | 1          |     | - Alcaldesa: Cristina Moreno (PSOE) - Gobierno municipal: PSOE                              |
| Aranjuez Ahorac                                | Aranjuez 25 concejales                   | - Alcaldesa: María José Martínez de la Fuente (PP) - Gobierno municipal: PP     | 3.397                 | 13,15%  | 4      | 4          |     | - Alcaldesa: Cristina Moreno (PSOE) - Gobierno municipal: PSOE                              |
| ACIPA                                          | Aranjuez 25 concejales                   | - Alcaldesa: María José Martínez de la Fuente (PP) - Gobierno municipal: PP     | 2.390                 | 9,26%   | 2      | 0          |     | - Alcaldesa: Cristina Moreno (PSOE) - Gobierno municipal: PSOE                              |
| C's                                            | Aranjuez 25 concejales                   | - Alcaldesa: María José Martínez de la Fuente (PP) - Gobierno municipal: PP     | 2.165                 | 8,38%   | 2      | 2          |     | - Alcaldesa: Cristina Moreno (PSOE) - Gobierno municipal: PSOE                              |
| In-Par                                         | Aranjuez 25 concejales                   | - Alcaldesa: María José Martínez de la Fuente (PP) - Gobierno municipal: PP     | 2.160                 | 8,36%   | 2      | 2          |     | - Alcaldesa: Cristina Moreno (PSOE) - Gobierno municipal: PSOE                              |
| IUCM-LV                                        | Aranjuez 25 concejales                   | - Alcaldesa: María José Martínez de la Fuente (PP) - Gobierno municipal: PP     | 974                   | 3,77%   | 0      | 1          |     | - Alcaldesa: Cristina Moreno (PSOE) - Gobierno municipal: PSOE                              |
|                                                | Arganda del Rey 25 concejales            | - Alcalde: Pablo Rodríguez Sardinero (PP) - Gobierno municipal: PP              | PP                    | 6.712   | 31,96% | 9          | 4   | - Alcalde: Guillermo Hita (PSOE) - Gobierno municipal: PSOE                                 |
| PSOE                                           | Arganda del Rey 25 concejales            | - Alcalde: Pablo Rodríguez Sardinero (PP) - Gobierno municipal: PP              | 4.201                 | 20,00%  | 6      | 0          |     | - Alcalde: Guillermo Hita (PSOE) - Gobierno municipal: PSOE                                 |
| C's                                            | Arganda del Rey 25 concejales            | - Alcalde: Pablo Rodríguez Sardinero (PP) - Gobierno municipal: PP              | 2.747                 | 13,08%  | 4      | 4          |     | - Alcalde: Guillermo Hita (PSOE) - Gobierno municipal: PSOE                                 |
| Ahora Argandab                                 | Arganda del Rey 25 concejales            | - Alcalde: Pablo Rodríguez Sardinero (PP) - Gobierno municipal: PP              | 1.945                 | 9,26%   | 2      | 2          |     | - Alcalde: Guillermo Hita (PSOE) - Gobierno municipal: PSOE                                 |
| IUCM-LV                                        | Arganda del Rey 25 concejales            | - Alcalde: Pablo Rodríguez Sardinero (PP) - Gobierno municipal: PP              | 1.766                 | 8,41%   | 2      | 2          |     | - Alcalde: Guillermo Hita (PSOE) - Gobierno municipal: PSOE                                 |
| Arganda ¡Sí Puede!                             | Arganda del Rey 25 concejales            | - Alcalde: Pablo Rodríguez Sardinero (PP) - Gobierno municipal: PP              | 1.411                 | 6,72%   | 2      | 2          |     | - Alcalde: Guillermo Hita (PSOE) - Gobierno municipal: PSOE                                 |
| UPyD                                           | Arganda del Rey 25 concejales            | - Alcalde: Pablo Rodríguez Sardinero (PP) - Gobierno municipal: PP              | 807                   | 3,84%   | 0      | 2          |     | - Alcalde: Guillermo Hita (PSOE) - Gobierno municipal: PSOE                                 |

a Candidatura apoyada o integrada por Podemos, Equo, CxM y Unión Vecinal Asamblearia de Móstoles (UVA).

b Candidatura apoyada o integrada por Podemos, Equo y CxM . 

c Candidatura apoyada o integrada por Podemos, Equo, CxM, Ganemos, agrupación del PCE de Alcorcón, CLI-AS y Alternativa de Unidad Popular (AUPA). 

d Candidatura apoyada o integrada por Podemos y CxM. 

e Movimiento vecinal encabezado por la exalcaldesa del PSOE.

f Candidatura apoyada o integrada por Podemos y CxM. 

g Coalición de IU y Equo. 

h Candidatura auspiciada por Podemos. 

i Candidatura apoyada o integrada por Podemos, Equo, CxM e IU-Aranjuez. 